# Waterhouse Spur
Il Waterhouse Spur (in lingua inglese: sperone Waterhouse) è un prominente sperone roccioso antartico, caratterizzato da strati ben esposti,  che si protende a sudovest della porzione meridionale dell'Ackerman Ridge, 11 km a nordest del Johansen Peak, nelle La Gorce Mountains, catena montuosa che fa parte dei Monti della Regina Maud, in Antartide. 
Fu mappato dall'United States Geological Survey sulla base di ispezioni in loco e di foto aeree scattate dalla U.S. Navy nel 1960–64. 
La denominazione è stata assegnata dalla New Zealand Geological Survey Antarctic Expedition (NZGSAE) (1969–70), in onore di Barry C. Waterhouse, membro del gruppo geologico che aveva lavorato qui.